# Мякинин, Николай Диомидович
Николай Диомидович Мякинин (1787—1814) — российский командир эпохи наполеоновских войн, генерал-майор Русской императорской армии.

## Биография
Николай Мякинин родился в 1787 году в Новгородской губернии в дворянской семье.
В 1802 году был юнкером в 1-й артиллерийском батальоне, в лейб-гвардейском Артиллерийском батальоне, осенью стал портупей-юнкером. С 31 марта 1804 года — подпоручик.
За храбрость, показанную в битве под Аустерлицем, получил орден Святой Анны 3-й степени. С февраля 1806 года — адъютант при генерале А. А. Аракчееве. Участник сражений под Гуттштадтом, Гейльсбергом и Фридландом, Мякинин в 1807 году награждён орденом Святого Владимира 4-й степени с бантом, золотым оружием, стал поручиком. Продолжил службу в лейб-гвардейской Артиллерийской бригаде.
В 1812 году в должности старшего адъютанта Мякинин в составе Гвардейского корпуса участвовал в походе в Виленскую губернию. 20 ноября 1812 года получил чин полковника.
Мякинин формировал резервную роту для Гвардейской артиллерии, которая присоединилась к 1-й Западной армии после баталии под Красным.
Участник сражения под Студенкой, боевых действий под Сморгонью и преследования отступавших французов до Польши.

В 1813 году участник действий при осаде Модлина, сражения при Лютцене и Бауцене. Командовал ротой Гвардейской артиллерии на Креквицких высотах. 9 мая 1813 года за показанную отвагу и то, что, несмотря на полученное ранение, не покинул поле брани, Мякинин был награждён орденом Святого Георгия 4-го класса 
за отличие в сражении с французами при Бауцене.
Получил контузию в Битве народов под Лейпцигом, и за отличие в сражении 11 января 1814 года был произведён в генерал-майоры.
В сражении при Краоне командовал артиллерией. В 1814 году представлен к ордену Святого Георгия 3-го класса. 6 мая 1814 начальник артиллерии 4-го пехотного корпуса Мякинин был уволен в отпуск. Вскоре переехал в Санкт-Петербург, где и умер 18 октября 1814 года от чахотки, полученной, вероятно, при ранении в грудь. Похоронен на Волковском кладбище.
1 декабря 1814 года Николай Диомидович Мякинин был исключён из списков.